# South Amherst
South Amherst és una població dels Estats Units a l'estat d'Ohio. Segons el cens del 2000 tenia 1.863 habitants.

## Demografia
Segons el cens del 2000, South Amherst tenia 1.863 habitants, 669 habitatges, i 535 famílies. La densitat de població era de 293,6 habitants per km².
Dels 669 habitatges en un 36,8% hi vivien nens de menys de 18 anys, en un 70% hi vivien parelles casades, en un 7,2% dones solteres, i en un 19,9% no eren unitats familiars. En el 16,4% dels habitatges hi vivien persones soles el 8,5% de les quals corresponia a persones de 65 anys o més que vivien soles. El nombre mitjà de persones vivint en cada habitatge era de 2,77 i el nombre mitjà de persones que vivien en cada família era de 3,11.
Per edats la població es repartia de la següent manera: un 26,7% tenia menys de 18 anys, un 6,4% entre 18 i 24, un 28% entre 25 i 44, un 24,9% de 45 a 60 i un 14% 65 anys o més.
L'edat mediana era de 39 anys. Per cada 100 dones de 18 o més anys hi havia 95 homes.
La renda mediana per habitatge era de 45.625 $ i la renda mediana per família de 50.313 $. Els homes tenien una renda mediana de 40.833 $ mentre que les dones 23.333 $. La renda per capita de la població era de 19.607 $. Aproximadament el 2,9% de les famílies i el 4,2% de la població estaven per davall del llindar de pobresa.

## Poblacions més properes
El següent diagrama mostra les poblacions més properes.